# 鲤川站
鲤川站（日语：／ Koikawa eki */?）是位于秋田县山本郡三种町鯉川，屬於东日本旅客铁道（JR東日本）奧羽本線的鐵路車站。

## 历史
- 1944年9月30日 - 作为国有铁道鲤川信号场投入运营[1]。
- 1950年2月1日 - 升级为鲤川站[1]。
- 1971年10月1日 - 无人化改造。
- 1987年4月1日 - 国铁分割民营化后成为JR东日本车站。
- 2004年11月28日 - 下行线普通列车发生溜逸，进入青森方向的安全侧线造成脱轨事故[2]。
- 2007年7月 - 新站房投入使用。
- 2010年4月1日 - 管理站由八郎潟站变更为土崎站。
- 2015年10月1日 - 管理站由土崎站变更为东能代站。

## 車站結構
本站為側式站台2台2线的地面車站，月台之间透過跨线桥连结。本站是由東能代站管理的無人車站，站內设有简易站房。

### 站台配置
| 站台 | 路线      | 方向 | 目的地           |
| ---- | --------- | ---- | ---------------- |
| 1    | ■奥羽本線 | 下行 | 東能代、弘前方向 |
| 2    | ■奥羽本線 | 上行 | 秋田、大曲方向   |

## 相鄰車站
東日本旅客鐵道
■奥羽本線
□快速
通过
■普通
八郎潟－鯉川－鹿渡